# Congolla hispidipalpus
Congolla hispidipalpus – gatunek kosarza z podrzędu Laniatores i rodziny Assamiidae. Jedyny znany przedstawiciel monotypowego rodzaju Congolla.

## Występowanie
Gatunek został wykazany z Zairu.